# Beaufort (Gales)
Beaufort es una ciudad con estatus de comunidad en el área principal de Blaenau Gwent en Gales, que tenía 3866 habitantes en el censo de 2011.

## Geografía
La Comunidad Beaufort está situada en el norte de Blaenau Gwent en el límite del Área Principal Powys. En el oeste limita con la comunidad Rassau, en el sur con la comunidad Badminton, en el este con la comunidad Brynmawr, en el sureste a la comunidad Nantyglo y Blaina y en el norte a las comunidades Llangynidr y Llangattock de Powys.

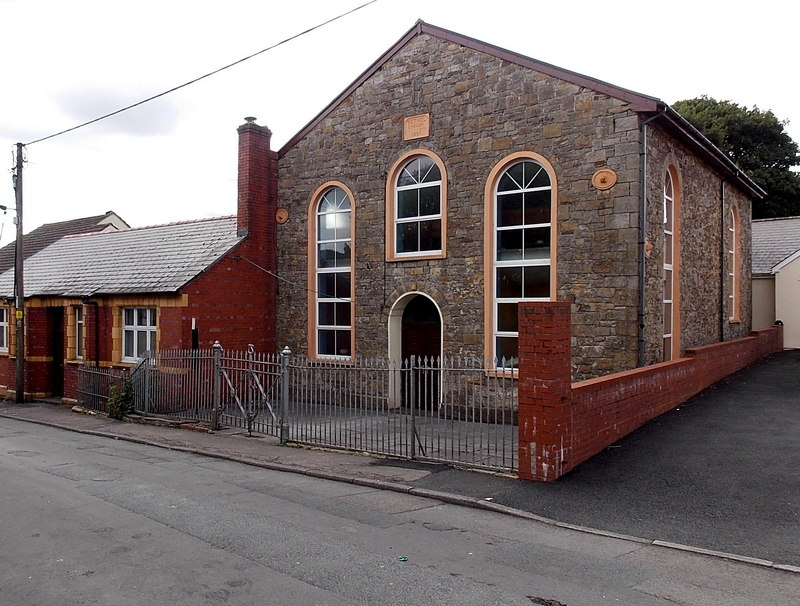
La Iglesia Metodista de Bethel

En el sur de la comunidad de Beaufort está el pueblo del mismo nombre, en el oeste hay otro asentamiento llamado Garnlydan. El pueblo está situado a una altitud de 365,5 metros.

## Historia
Hasta 2010, la Comunidad Beaufort cubría una gran parte del norte de Blaenau Gwent. Solo en 2010 la comunidad se dividió en las comunidades de Badminton, Beaufort y Rassau con el  The Blaenau Gwent (Communities) Order 2010, cuya respectiva Wards ha sido congruente con las comunidades desde entonces.

## Edificios
Beaufort tiene con St David su propia iglesia (edificio), que pertenece al distrito parroquial Upper Ebbw Valleys.